# 보타니코스 아레나
보타니코스 아레나(그리스어: Στάδιο Βοτανικού)는 그리스 아테네에 계획된 축구 경기장이자 종합 스포츠 단지로, 파나티나이코스 AO의 모든 부서의 거처로 사용될 계획이다. 보타니코스 아레나는 역사적인 아테네 서부의 보타니코스 구에 위치할 계획이다. 이 스포츠 단지 건설 프로젝트에는 축구 경기장, (42,000석) 농구장, (8,000) 배구장, (3,000) 수영장, 체육 시설 등이 포함되어 있다.
보타니코스 구는 몇십년동안 쇠락 중이었던 대규모 산업 단지가 위치해 있다. 이 지역 대부분의 건물들은 소유주가 없고, 창고가 비었으며, 산업 시설은 재개발이 절실이 필요한 상황으로 인프라 개선이 요구되는 상황이었다.
축구장은 클럽 100주년인 2008년에 완공할 계획이었으며, 2011년에는 다른 부서의 단지도 완료할 계획이었다.
2013년 10월 기준 클럽 및 국가적 재정 문제로 인해 보타니코스 아레나의 건설이 중지되었고, 그에 따른 아포스톨로스 니콜라이디스 경기장의 철거 계획도 취소되었다. 스피로스 루이스를 사용하고 5년 후, 클럽은 전통적인 홈구장을 다시 사용하기 시작했다.